# Lado
Lado je moško osebno ime.

## Izvor imena
Ime Lado je skrajšana oblika imena Ladislav.

## Pogostost imena
Po podatkih Statističnega urada Republike Slovenije je bilo na dan 31. decembra 2007 v Sloveniji 197 oseb z imenom Lado.

## Osebni praznik
Lado praznuje god 4. maja ali 27. junija.

## Znane osebe
Lado Ambrožič-Novljan (general), Lado Ambrožič (TV novinar), Lado Bizovičar (TV voditelj), Lado Jakša (skladatelj in fotograf), Lado Kralj (literarni zgodovinar), Lado Leskovar (pevec zabavne glasbe), Lado Vavpetič (pravnik in politik).